# Draupnir
Draupnir (da drjúpa "sgocciolare") è, nella mitologia norrena, un anello (o, forse, un bracciale, non si sa con precisione) d'oro, il metallo eccellente degli dèi, posseduto da Odino e in seguito da Baldr.
Draupnir è un anello magico in quanto ogni nove notti scaturiscono da esso altri otto anelli di uguale peso: il numero otto, nella mitologia norrena, indica un ciclo che sta per compiersi o che si è spezzato, un completamento imminente o impossibile.
Poiché il simbolo della potenza regale era l'anello, Draupnir sembra essere l'origine dell'epiteto Reginn ("potente") di Odino. Questi anelli (o forse bracciali) venivano usati (donati) poi da Odino ai rè nordici, per ingraziarsi i loro favori.
Potere magico simile a quello di Draupnir è attribuito, in una saga tarda, ad un altro anello: Gainn ("quello che va").
Nella storia di Balderus ad opera di Saxo Grammaticus nel Gesta Danorum III, I-IV, viene menzionato un satiro delle selve, Mimingus, insieme ad un suo bracciale magico dal potere misterioso di aumentare la ricchezza del possessore, similmente a Draupnir che si moltiplica ogni nove notti:
(Saxo Grammaticus - Gesta Danorum - Liber III, caput II, 5 - Traduzione a cura di Ludovica Koch e Maria Adele Cipolla)

## Storia dell'anello
Fu fabbricato a seguito della scommessa da parte di Loki che i nani Eitri e Brokkr non sarebbero stati capaci di fare tre oggetti di ugual valore della nave Skíðblaðnir, fabbricata dai "figli di Ívaldi"; i due nani si recarono nella loro fucina, e, dopo aver forgiato il verro d'oro Gullinbursti, Eitri, dopo aver messo ulteriore oro nella fornace, disse al fratello di continuare a soffiare senza fermarsi e così fece questo, nonostante la puntura di una mosca, finché il fratello Eitri estrasse dalla fucina uno splendido anello, Draupnir per l'appunto. L'ultimo artefatto magico che fu forgiato quel giorno dai nani fu il martello Mjöllnir). Viene anche menzionato nella Vǫluspá un nano chiamato Draupnir, forse per trasferimento, essendo un oggetto fabbricato dai nani.
Odino lo pose sulla pira funeraria del figlio Baldr, come viene riportato nel Gylfaginning:
(Snorri Sturluson - Edda in prosa - Gylfaginning XLIX - Traduzione di Stefano Mazza)
A questo mito alludono le molte kenningar che lo definiscono eigandi Hringhorna ok Draupnis ("possessore di Hringhorni e di Draupnir").
Questo manufatto, pur non essendo chiaro se questo sia effettivamente in mano a Freyr e Skírnir, sembra essere uno dei doni del dio alla gigantessa Gerðr per convincerla a diventare sua moglie, come viene menzionato nello Skírnismál 21:

Baug ek þér þá gef,

þann er brendr var

með ungom Óðins syni;

átta ero jafnhöfgir,

er af drjúpa

ena níundo hverja nótt.»

«Un bracciale non accetterò,

anche se fu arso sul rogo

col giovane figlio di Óðinn;

oro non mi manca

nella fortezza di Gymir,

mi bastano le ricchezze del padre.»»
(Edda poetica - Skírnismál- Il discorso di Skírnir XXI - Traduzione di Dario Giansanti)
L'anello, infine, ritornò a Odino dalle mani dello stesso Baldr, attraverso l'intermediario Hermóðr, sceso nel regno di Hel per riportare il dio fra gli Æsir, come viene riportato ancora in Gylfaginning 49:
(Snorri Sturluson - Edda in prosa - Gylfaginning XLIX - Traduzione di Stefano Mazza)